# Lactobacillus crispatus
Espèce
Lactobacillus crispatus est une bactérie lactique de la famille des Lactobacillaceae. C'est une espèce commune en forme de bâtonnet du genre Lactobacillus et un producteur de peroxyde d'hydrogène (H2O2). C'est une bactérie commensale présente aussi bien dans le microbiote vaginal que dans le tractus gastro-intestinal des vertébrés.

## Histoire
Le nom de l'espèce dérive du latin crispatus, signifiant « recourbé », en référence à la forme de la bactérie. L. crispatus a été isolé pour la première fois en 1953 par Brygoo et Aladame, qui l'ont proposé comme nouvelle espèce du genre Eubacterium . Dans les années 1970, la souche type VPI 3199 (ATCC 33820) de L. crispatus (à l'époque encore désignée sous le nom de « Eubacterium crispatum ») a été déposée dans la collection du laboratoire anaérobie du Virginia Polytechnic Institute and State University (VPI), où elle a été identifiée comme un Lactobacillus  et caractérisée  par Moore et Holdeman. Abordant le problème de l'hétérogénéité génétique parmi un grand nombre de souches identifiées comme L. acidophilus sur la base d'une similarité phénotypique, Johnson et al. ont réalisé des expériences d'homologie de l'ADN sur 89 souches de L. acidophilus proposées précédemment et délimité six groupes d'homologie distincts. Seules les souches appartenant au groupe d'homologie d'ADN A1 furent encore désignées comme L. acidophilus . Les souches des groupes d'homologie A2, A3, A4, B1 et B2 ont été proposées comme étant des espèces distinctes et reclassées plus tard respectivement comme L. crispatus, L. amylovorus, L. gallinarum, L. gasseri et L. johnsonii . Dans le cas de L. crispatus, ce reclassement taxonomique a eu lieu en 1983, lorsque Cato et ses collègues ont recaractérisé la souche VPI 3199 et découvert une homologie d'ADN à 100 % avec VPI 7635 (ATCC 33197), la souche type du groupe A2 de « L. acidophilus ».

## Taxonomie
Le nom correct complet (avec auteur) de ce taxon est Lactobacillus crispatus (Brygoo & Aladame 1953) Moore & Holdeman 1970.
Lactobacillus crispatus a pour synonyme :
- Eubacterium crispatum Brygoo & Aladame 1953

### Étymologie
L'étymologie du nom spécifique de L. crispatus est la suivante : cris.pa.tus. L. masc. part. adj. crispatus, incurvé, crispé, fait référence à la morphologie observée initialement dans le milieu de culture liquide.
C'est une espèce du phylum Bacillota, de la classe Bacilli, de l'ordre des Lactobacillales, de la famille des Lactobacillaceae et du genre Lactobacillus. C'est l'une des 49 espèces du genre Lactobacillus identifiées en 2024 et dont le nom a été publié de manière valide et est correct selon les règles de la nomenclature bactérienne,.

## Génome
Même au sein de L. crispatus, il existe une variation génétique substantielle : les souches de L. crispatus ont des tailles de génome allant de 1,83 à 2,7 Mb et codent pour 1 839 (EM-LC1) à 2 688 (FB077-07) protéines.
Le génome de la souche ST1 de Lactobacillus crispatus, qui colonise le poulet, se compose d'environ 2 043 161 nucléotides et code pour 2 024 protéines, 76 gènes d'ARN et a une forme chromosomique circulaire.

## Écologie
La souche de Lactobacillus crispastus, isolée à l'origine dans la  poche de l'œsophage d'un poulet, est considérée comme l'un des lactobacilles producteurs de peroxyde d'hydrogène les plus puissants. Comme beaucoup d’autres espèces de Lactobacillus, il peut être gravement altéré par des modifications du système immunitaire, des niveaux d’hormones et par l’utilisation d’antimicrobiens. Lactobacillus crispatus est un habitant normal de l'appareil reproducteur inférieur chez les femmes en bonne santé.

## Expérimentation en tant que probiotique
Il est en cours d'évaluation pour la prévention et le traitement de la vaginose bactérienne qui se caractérise par l'absence de flore Lactobacillus nécessaire pour protéger l'hôte de l'infection, sous forme d'ovules de gélatine comportant la souche CTV-05 (LACTIN-V) . D'après plusieurs essais cliniques, il pourrait être efficace en complément d'antibiotiques si une infection est déclarée,.